# BBC Radio 2
BBC Radio 2 (kurz nur Radio 2 genannt) ist ein nationales Hörfunkprogramm der BBC.  Gesendet wird vor allem populäre Musik sehr unterschiedlicher Genres seit den 1960er-Jahren  – von leichtem Jazz und Musicals bis zu sehr aktuellen Titeln –, Nachrichten zur vollen, morgens auch zur halben Stunde, und aktuelle Beiträge für ein erwachsenes Publikum. Radio 2 ist kein Formatradio, wie man es im deutschsprachigen Raum kennt, sondern bringt Musiksendungen unterschiedlicher Stile. Es  ist im Vereinigten Königreich das meistgehörte Radioprogramm und wird wöchentlich von rund 15 Millionen Hörern eingeschaltet.

## Geschichte
Als Nachfolger des BBC-Light-Programms nahm Radio 2 am 30. September 1967 seinen Sendebetrieb auf. Ende der 1970er Jahre war Radio 2 als erste britische Hörfunkstation rund um die Uhr zu empfangen.
Vor der Errichtung von BBC Radio 5 Live im Jahr 1990 als Nachrichten- und Sportsender waren Sportübertragungen ein fester Bestandteil des Mittelwellen-Programms von Radio 2. Radio Five Live übernahm seinerzeit die Mittelwellen-Frequenzen von Radio 2. 
Regelmäßig präsentieren bekannte Fernsehmoderatoren (wie Noel Edmonds) und britische Künstler (etwa Bruce Dickinson oder Suzi Quatro) ihre eigenen Sendungen. Das Programm wird hauptsächlich aus dem Londoner Western House gesendet. Einige Shows, zum Beispiel die frühere Nachtsendung mit Janice Long († 2021), kamen oder kommen aber auch aus den BBC-Studios Birmingham oder Manchester.
Mit einem Anteil von 27 % ist Radio 2 heute mit deutlichem Abstand das meistgehörte Rundfunkprogramm in Großbritannien.
Jährlich werden die BBC Radio 2 Folk Awards an Folkmusiker verliehen.

## Empfang
Radio 2 sendet über leistungsstarke UKW-Sender (bis zu 250 kW) im Trägerfrequenzbereich 88.1–90.2 MHz, via DAB (12B), das BSkyB-Satellitennetzwerk, Kabel, DVB-T (in Großbritannien bekannt als Freeview) sowie über das Internet.